# Adelaide Manning
Pour les articles homonymes, voir Manning.
Elizabeth Adelaide Manning, née en 1828 et morte le 10 août 1905, est une écrivaine et éditrice britannique. Elle est l'une des premières élèves à fréquenter le Girton College. Active au sein de la National Indian Association (NIA) qui défend l'éducation et les besoins des femmes en Inde, elle soutient également la création des écoles maternelles en Grande-Bretagne.

## Biographie
Elizabeth Adelaide Manning naît en 1828 à Bloomsbury, Londres . Elle est la fille de Clarissa (née Palmer) et de l'avocat James Manning (en) qui a soutenu le changement de la loi de propriété des femmes mariées .
En 1874, Adelaide Manning fonde la National Froebel Foundation (en) avec sa cousine Caroline Bishop (kindergarten) (en). Caroline a conseillé le Conseil chargé de l'enseignement primaire à Londres expliquant le bien-fondé des écoles maternelles et de leurs méthodes et Adelaide s'est chargée de rédiger un article sur le sujet et le soumettre à la Social Science Association. Si bien que l'année suivante, la National Froebel Foundation devient nationale et Adelaide figure parmi les premières élèves du Girton College, collège pour femmes de l'université de Cambridge, après avoir passé un examen d'entrée. Sa belle-mère, Charlotte Manning , a brièvement été son professeur. 
En février 1871, Adelaide et sa belle-mère lancent la branche londonienne de la National Indian Association (en) mais en raison du décès de Charlotte, un mois plus tard, Adelaide devient, progressivement, le principal promoteur de la société. Elle dirige son magazine, dont le titre passe de The Journal of the National Indian Association à The Indian Magazine en 1886, puis en 1891 à The Indian Magazine and Review, toujours sous la direction d'Adelaide Manning .
En 1882, la NIA lance le programme "Medical Women for India" qui consiste à former des femmes-médecin chargées de soigner les femmes en Inde (voir Zenana missions (en)). De même, l'association envoie des étudiantes indiennes suivre des cours en Grande-Bretagne. C'est à leur intention qu'Adelaide Manning rédige un guide intitulé Handbook of information relating to university and professional studies etc. for Indian students in the United Kingdom. C'est ainsi, qu'en 1888, Cornelia Sorabji contacte la National Indian Association pour l'aider à poursuivre ses études universitaires . Parrainée par Mary Hobhouse, Adelaide Manning, Florence Nightingale et William Wedderburn (en) entre autres , Cornelia arrive en Angleterre, en 1889, et séjourne avec Adelaide . Grâce à leur soutien et l'aide de la NIA,  Cornelia Sorabji est la première femme diplômée en droit à l'université d'Oxford et la première femme avocate en Inde. Elle ne l'oubliera jamais tout au long de sa carrière et restera en contact avec l'association .
En juillet 1904, Adelaide Manning se voit décerner la Médaille Kaisar-i-Hind par le roi pour services rendus au Raj britannique, le régime colonial britannique .
Adelaide Manning meurt à Londres le 10 août 1905 à l'âge de 77 ans,.

## Héritage
À sa mort, Adelaide Manning a fait des legs à différents organismes dont la NIA, The Froebel Foundation, the Royal Free Hospital et l'église de Charles Voysey de Piccadilly . Ele laisse sa médaille et une somme de 200 livres au Girton College ainsi qu'un portrait de sa belle-mère . 